# Ursula Borsodi
Ursula Borsodi, häufig auch geführt als Ursula von Borsody, bürgerlich Ursula Földessy (anhörenⓘ * 8. März 1924 in Ungarn; † 2001 vermutlich in Deutschland), war eine ungarischstämmige Schauspielerin und Sängerin bei Bühne, Film und Fernsehen der Bundesrepublik Deutschland.

## Leben und Wirken
Ursula Földessy begann ihre Showbizkarriere im heimatlichen Ungarn als 16-Jährige mit dem Titelgewinn einer Miss Arizona im Dezember 1940. Noch während des Zweiten Weltkriegs erhielt sie ein Engagement an das Nationaltheater von Miskolc, wo sie ihren späteren Ehemann, den knapp zwei Jahrzehnte älteren Regisseur Geza Földessy (1905–2001), kennenlernte. Nach dem Krieg entflohen beide dem ungarischen Kommunismus und ließen sich in München nieder. Hier gründete Földessy das Theater in der Brienner Straße und wurde auch dessen Direktor. Ursula Földessy nannte sich fortan Ursula Borsodi bzw. von Borsody und trat bis 1972 auch regelmäßig an dieser Spielstätte mit Hauptrollen in musikalischen Lustspielen vom Schlage Ehe in Paris (1965) und Auf Zehenspitzen (1966) auf.
Von Anbeginn des bundesdeutschen Fernsehzeitalters war die ungarische Künstlerin auch ein gern gesehener Gast in musikalischen Unterhaltungsshows und ähnlich gestalteten Fernsehfilmen, in denen sie als Entertainerin sowohl ihr gesangliches als auch ihr schauspielerisches Können unter Beweis stellen konnte. Hin und wieder gab man Borsodi auch mittelgroße Rollen in thematisch weitgehend belanglosen Kinofilmen mit reinem Unterhaltungscharakter, in denen sie temperamentvolle Frauenfiguren aller Arten verkörperte. In jenen Jahren intensiver Beschäftigung, den 1960er Jahren, war Ursula Borsodi unter anderem Film- und Fernsehpartnerin von beliebten deutschsprachigen Show-, Gesangs- und Komiker-Kollegen wie Georg Thomalla, Gunther Philipp und Vico Torriani. Die Ungarin trat aber auch an der Seite veritabler Leinwandstars wie Heinz Rühmann und Carlos Thompson vor die Kamera.
Mit Beginn der 1970er Jahre fand die weiterhin in München ansässige, vielseitige Künstlerin kein Engagement mehr vor der Kamera, und Ursula Borsodi  konzentrierte sich ganz auf die Arbeit am Theater. 1972 ging sie mit ihrem Gatten nach Düsseldorf, um unter seiner Regie am dort ansässigen Theater an der Berliner Allee aufzutreten und unternahm anschließend auch Stück-Tourneen. Noch im Oktober 1987 stand sie mit der Kollegin Erni Singerl am Theater Die Kleine Freiheit in dem Lustspiel Tratsch im Treppenhaus auf der Bühne. Ursula Borsodi / von Borsody soll im selben Jahr wie ihr Mann Geza (von) Földessy gestorben sein.

## Filmografie
- 1957: Wenn Frauen schwindeln
- 1959: Der lustige Krieg des Hauptmann Pedro
- 1960: Der brave Soldat Schwejk
- 1960: Kehre zurück – alles verziehen
- 1961: Es fing so harmlos an
- 1961: Kinderkrankheiten
- 1962: Das ist die Liebe der Matrosen
- 1962: Sind wir das nicht alle?
- 1964: Das Kriminalmuseum (TV-Reihe. Folge Der Füllfederhalter)
- 1964: Erzähl mir nichts
- 1965: Hotel Victoria (eine Folge)
- 1965: Hofball für den Walzerkönig
- 1965: Vom Ersten das Beste
- 1965, 1967: Die fröhliche Weinrunde (TV-Show, zwei Ausgaben)
- 1967: Der nächste Herr, dieselbe Dame
- 1968. Pension Schöller
- 1969: Karneval in Köln (TV-Reihe, Folge Karneval am Rhein)
- 1969: Königin einer Nacht
- 1971: Komische Geschichten mit Georg Thomalla (TV-Reihe. Folge Tommi und die neue Wohnung)